# 蜂鳥あみ太＝4号
蜂鳥あみ太＝4号（はちどり あみた よんごう、1985年3月18日 - ）は、横浜市出身のシャンソン歌手。

## 経歴
2009年1月23日に青い部屋で全身網タイツのシャンソン歌手として舞台デビュー。その後ソロとして都内のライブハウスに出演する他、シャンソン・カルテットどっシャンの一員として、または蜂鳥すぐるとのシャンソン姉妹ユニット蜂鳥姉妹として活動。
レパートリーはシャンソンの他、タンゴ、クルト・ヴァイルやミュージカルソングなど。